# Zing! went the strings of my heart
Zing! went the strings of my heart is een lied geschreven door James F. Hanley in 1934.

## Algemeen
Hij schreef het voor de revue Thumbs up, die in dat jaar draaide. Het werd toen gezongen door Hal LeRoy en Eunice Healy. Het jaar daarop verschenen al opnamen van Richard Himber en zijn Ritz-Carlton Orkest en Victor Young en zijn orkest. Daarna kwam een reeks covers op gang van uiteenlopende artiesten van Petula Clark tot P.J. Proby en The Move tot The Communards. Geen enkele daarvan wist de Nederlandse en Belgische hitparade te halen, behalve die van The Trammps. Een andere noemenswaardige versie is die van Judy Garland, die in de film Listen, Darling te zien was en later zou worden uitgegeven door Decca Records.
Een opmerkelijke cover is opgenomen door Barbra Streisand. Zij nam in 1955 als eerste nummer uit haar zangcarrière Zing! op, maar bracht het verder nooit uit. Enkele fragmenten uit die versie waren ooit te horen op de Australische radio, maar daarna bleef het een goed bewaard geheim.

## The Trammps
De versie van The Trammps werd uitgebracht in de zomer van 1972. Net als voor Streisand was het een van hun eerste opnamen. Het haalde in dat jaar de 64e plaats in elf weken tijd in de Billboard Hot 100. De rest van de wereld wachtte nog even. In 1974 verscheen het plaatje ook in de Britse Single Top 50. Een hoge score leverde het niet op met een hoogste notering op 29 plaats in tien weken. Weer een jaar later konden auteursrechten worden bijgeschreven uit Nederland en België. Vanaf dan was het ook te horen op een elpee van de heren: The legendary Zing album. Zing! was toen echter ondergebracht in een medley met de B-kant van de single Penguin at the Big Apple (Pinguin in New York).

## Hitnotering

### Nederlandse Top 40
| Positie: | 20 | 12 | 11 | 11 | 13 | 14 | 29 | 32 | 35 | uit |

### NederlandseDaverende 30
| Positie: | 29 | 16 | 11 | 5 | 5 | 14 | 17 | 27 | uit |

### BelgischeBRT Top 30
| Positie: | 13 | 12 | 22 | 8 | 19 | uit |

### VlaamseUltratop 30
| Positie: | 30 | 17 | 17 | 19 | 11 | 18 | 29 | uit |

### NPO Radio 2 Top 2000
Zing! Went the Strings of My Heart stond alleen in 1999 in de NPO Radio 2 Top 2000, op plek 1832.